# 聲寶之夜 (無綫電視)
《聲寶之夜》是1960年代至1970年代香港無綫電視一個歌唱選秀節目，由（Sharp）冠名贊助舉辦，主持人有何守信、譚炳文等，由香港樂壇音樂家顧嘉煇當首席評判。這個節目發掘出不少香港流行音樂紅星，包括葉麗儀、賈思樂、蔡麗貞、方伊琪、李龍基、陳潔靈、區瑞強等。
這個當時風靡香港的節目意念是來自日本放送協會（NHK）的長壽歌唱選秀節目《NHK喉自慢》（NHKのど自慢）。參加者唱歌後，現場會以四個燈的亮燈數顯示其獲得零至四分，四個燈分別以「聲寶之夜」四個大字為代表。主持人與觀眾隨亮燈數大叫「一盞燈、兩盞燈、三盞燈」，若四燈全亮則大叫「爆哂燈」（全部燈亮）。

## 類似節目
- 超級新星選舉
- 殘酷一叮
- 超級巨聲
- 星夢傳奇
- 全美一叮
- 全民造星系列